# Porta Beulé
La porta Beulé è una porta fortificata, costruita dai Romani nel III secolo, che fornisce l'accesso principale ai Propilei e al complesso dell'Acropoli di Atene. Prende il nome dallo scopritore ottocentesco, Charles Ernest Beulé.

## Descrizione

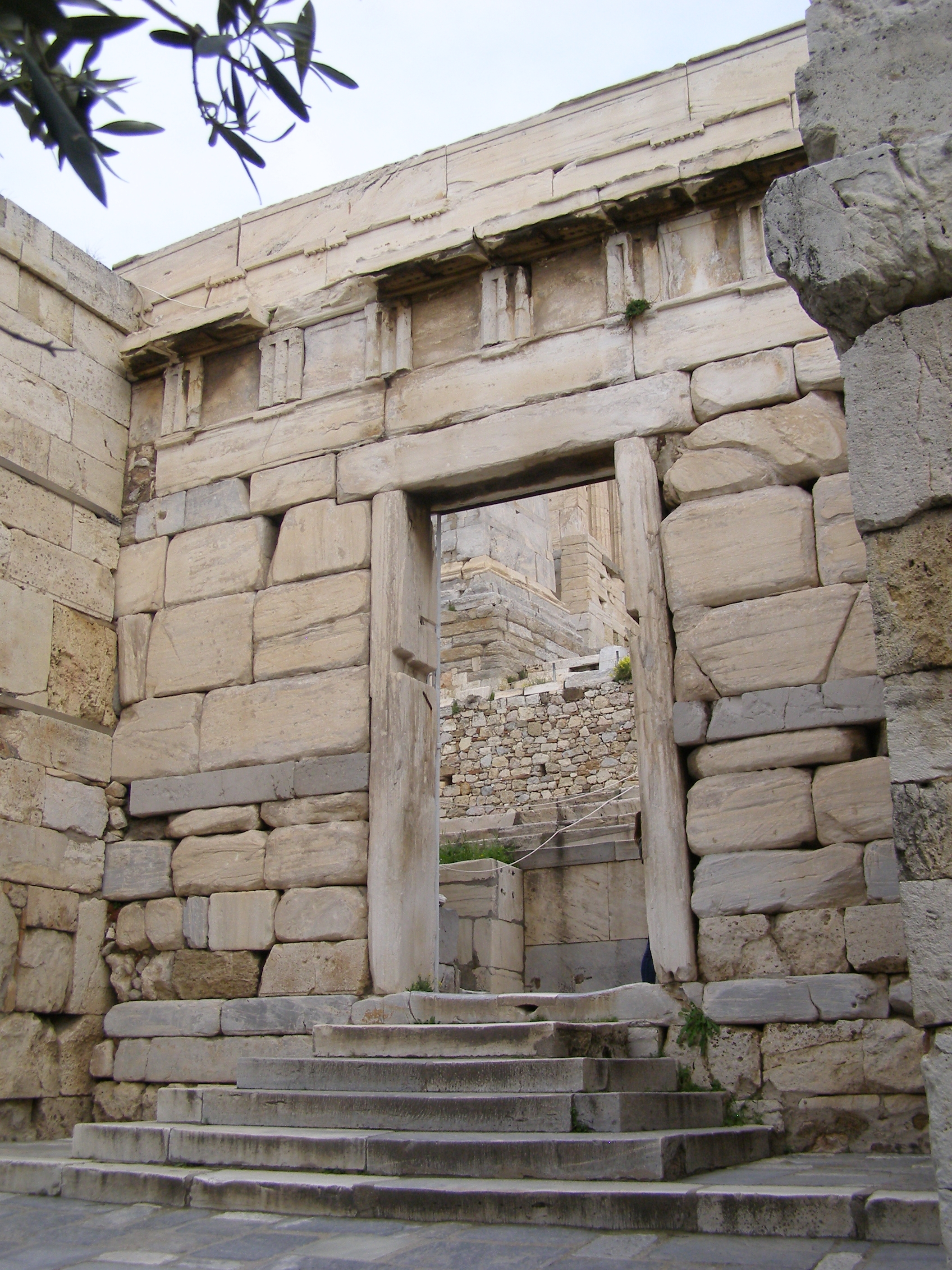
Dettaglio dell'ingresso

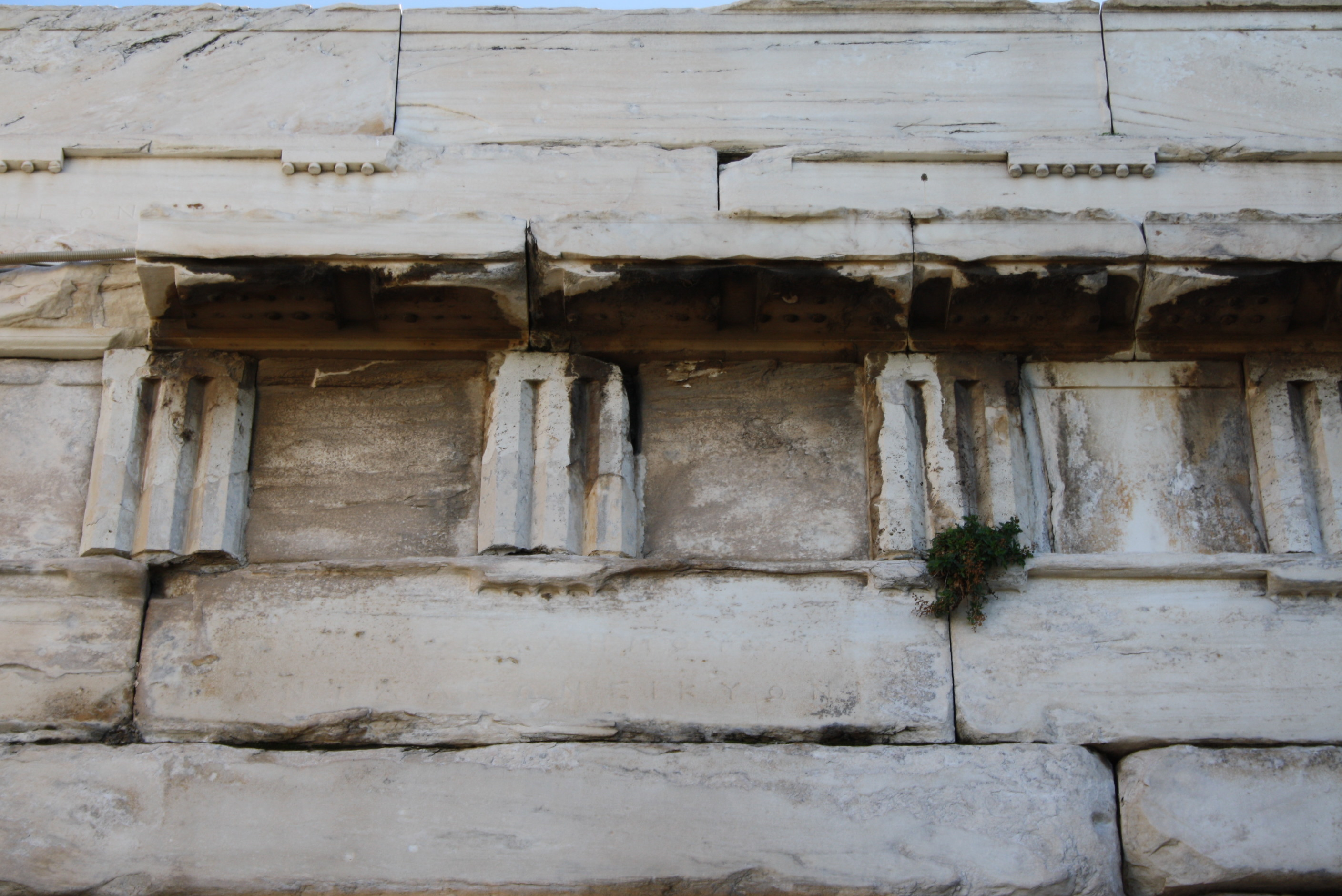
La porta Beulé riutilizza elementi del monumento coregico di Nicia (trabeazione con triglifi)

La porta si colloca ai piedi della grande scalinata che, al tempo dei Romani, conduceva ai Propilei. Il nome di questa porta fortificata deriva da quello dell'archeologo francese Charles Ernest Beulé che la scoprì nel 1852-1853 sotto le mura di un bastione turco, assieme alla grande scalinata dei Propilei.
Fu costruita nel III secolo, in parte con dei blocchi di pietra di reimpiego provenienti dal monumento coregico di Nicia, come si può vedere dagli elementi decorativi sulla faccia esterna. L'accesso, in asse con i Propilei e largo 1,89 m, era fiancheggiato da due torrioni quadrangolari alti 9 m. Il committente fu il magistrato romano Flavio Settimio Marcellino.

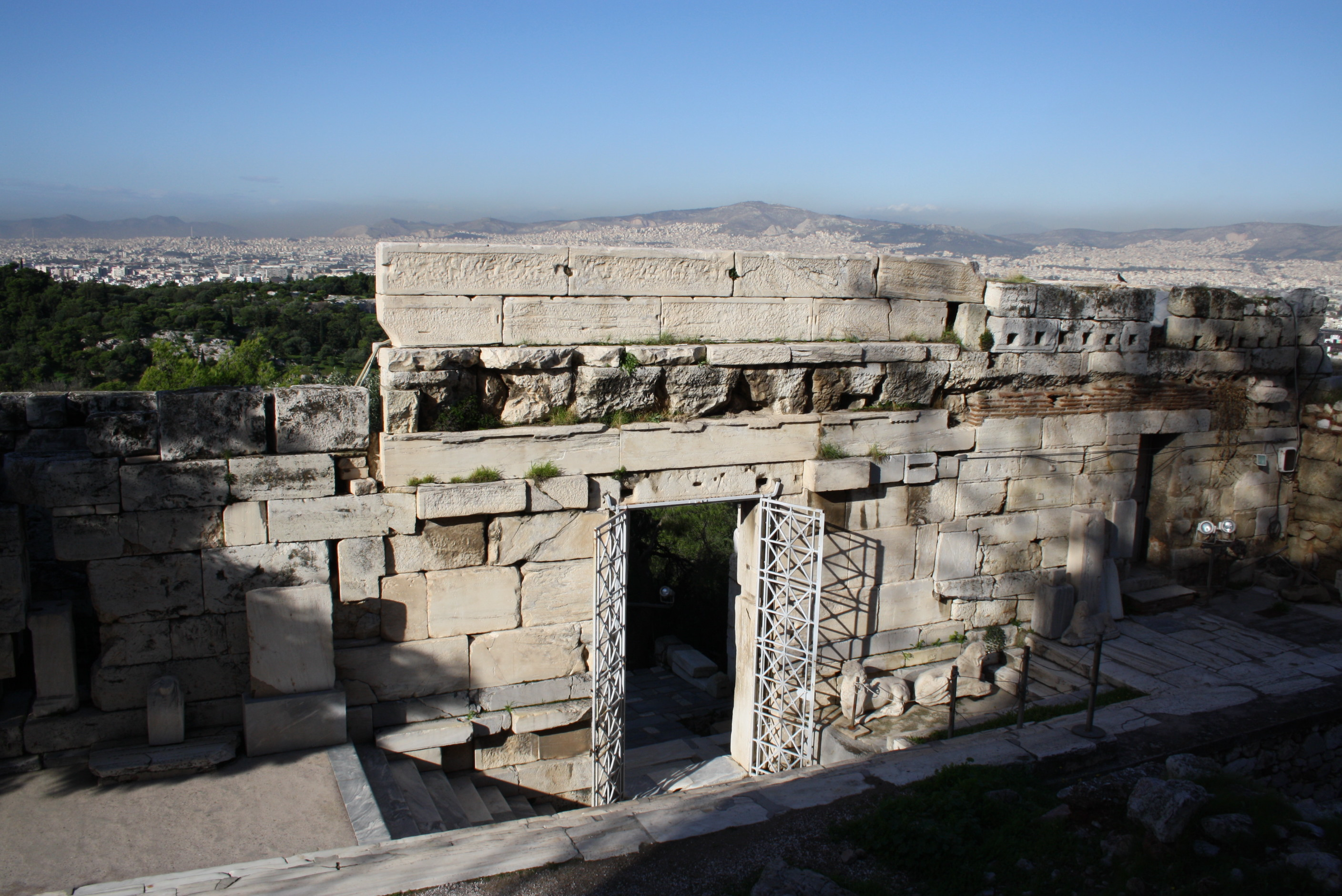
La porta vista dal lato dell'acropoli
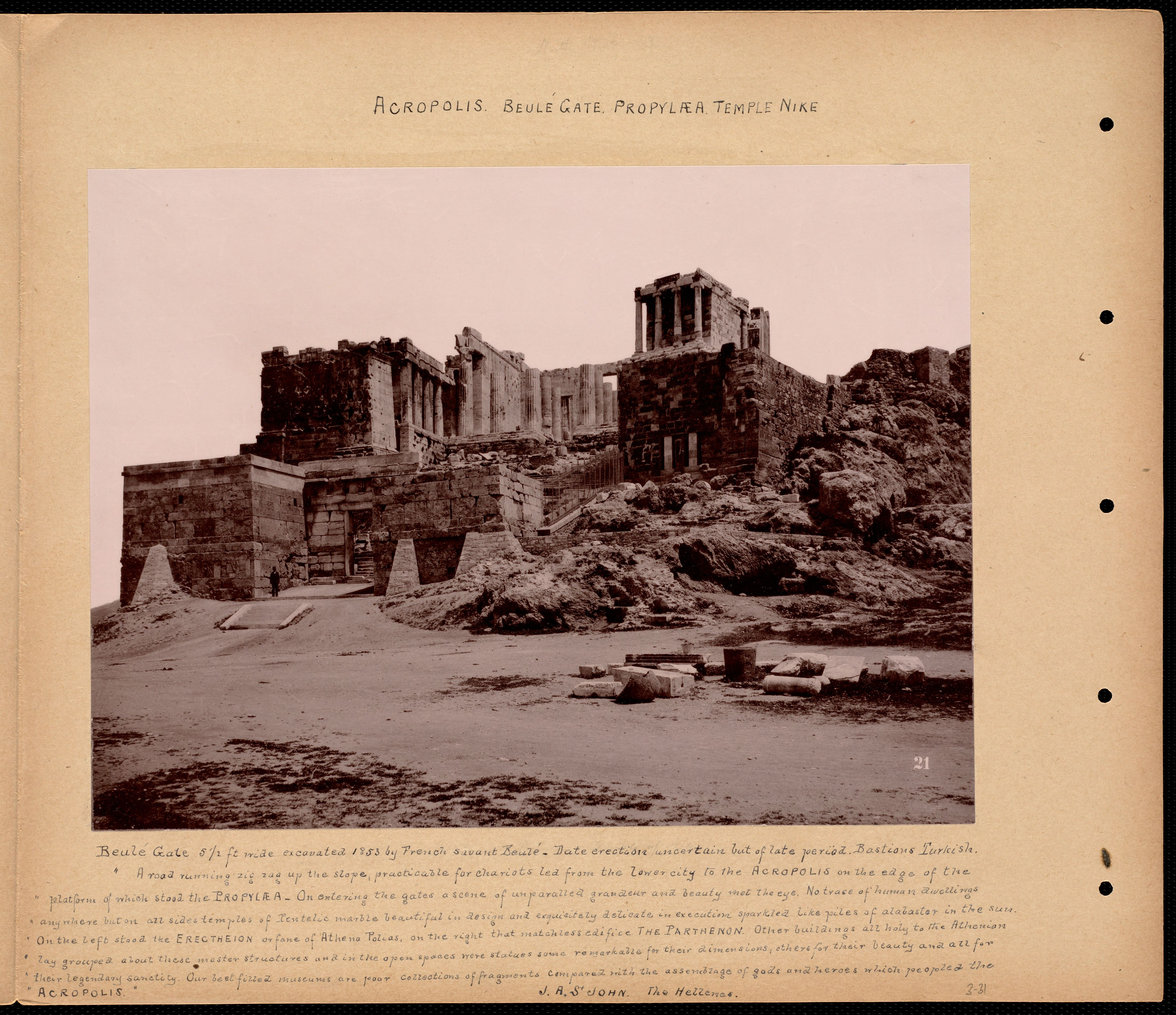
La porta nel 1893